# Matthias Joseph Hayn
Matthias Joseph Hayn (* 8. Juni 1770 in Cochem; † 10. April 1839 in Trier) war ein Trierer Kaufmann, der als „Moselkönig“ bekannt wurde. 

## Leben
Matthias Joseph Hayn wurde als Sohn der Eheleute Matthias Joseph Hayn und Anna Christine Hayn, geb. Klippel, geboren. Er heiratete am 17. Januar 1791 Maria Anna Winter. Aus der Ehe ging eine Tochter, Anna Christina, hervor, die später den Politiker Peter Ludwig Mohr heiratete.
Im Jahr seiner Eheschließung wurde Matthias Joseph Hayn als Spezereiwarenhändler in die Krämerzunft in Trier aufgenommen. Ein Jahr später kaufte er das heutige Haus Lambert am Trierer Hauptmarkt, damals als Eschermannsches Haus Nr. 444 bezeichnet. Von 1798 bis 1802 war er Munizipalbeamter und verwaltete die Stadtrente. Sein Vermögen vergrößerte er durch den Ankauf säkularisierter Kirchengüter, die nach dem Beschluss der Nationalversammlung zur Deckung staatlicher Schulden versteigert wurden. Zu den Ländereien, die er auf diese Weise erwarb, gehörte etwa der Josephshof in Graach. Seinem aufwändigen Lebensstil und seinem Einsatz für die Verbesserung des Weinbaus sowie für den Ausbau des Weinvertriebs hatte er den Beinamen „Moselkönig“ zu verdanken.
Hayn gehörte der Gesellschaft für nützliche Forschungen zu Trier an, war als Oberleutnant Anführer der Ehrengarde beim Besuch Napoleons in Trier und gehörte zu den Gründern der Trierer Freimaurerloge. Er fungierte als Beisitzer am Handelsgericht, erhielt den Titel eines Kommerzienrates und war 1828 Mitglied des Rheinischen Provinziallandtages.

## Mäzen
Hayn finanzierte das Studium des Malers Jean Velten aus Graach an der Düsseldorfer Kunstakademie. Von Johann Anton Ramboux ließ er den Festsaal seines Hauses in der Trierer Dietrichstraße mit Fresken ausgestalten.
Hayns Grabstätte auf dem Trierer Hauptfriedhof ist erhalten geblieben.